# Río Ji-Paraná
El río Ji-Paraná o río Machado (a veces, río Jiparaná) es un largo río amazónico brasileño, un afluente del río Madeira, que discurre íntegramente por el estado de Rondônia, siendo uno de sus ríos principales. Tiene una longitud de 820 km.

## Geografía
El río Ji-Parana es un río de aguas claras que nace en la sierra Chapada dos Parecis, en la parte sureste del estado de Rondônia. Es uno de los principales ríos del estado —el más largo por recorrido exclusivo en su territorio— y su curso discurre siempre muy cerca de la frontera oriental, primero con el estado de Mato Grosso y luego de Amazonas. El río nace algo al norte de la localidad de Vilhena (68.405 hab. en 2008), muy cerca de la fuente del río Roosevelt. Discurre en dirección noroeste, formando en su curso alto el límite suroeste del Parque Indígena Aripuanã, donde nace el río Aripuanã. Luego recibe por la izquierda el río Comemoração y a continuación baña las localidades de Br. de Melgaco y Pimenta Buena. Aquí recibe por la izquierda el río Apediá y cruza la rodovia Cuiabá-Porto Velho, BR-364. El río discurre durante bastante tiempo, más de 150 km, paralelo por la derecha a la rodovia, siguiendo en dirección noroeste. Cruza Cacoal, y luego recibe, siempre por la izquierda, los ríos Sao Pedro, Palha, Novo Mundo y al río Urupá, su más importante afluente, justo a la entrada de la ciudad de Ji-Paraná, la segunda ciudad más populosa del estado de Rondônia (el municipio cuenta 110.707 hab. en 2008). 
Aquí el río deja la rodovía y sigue en dirección norte, en un tramo muy accidentado y caudaloso en el que bordea el territorio indígena Ig. Lourdes, una región con muchas cachoeiras (zonas de cascadas y rápidos), como Nazaré, Primeiró do Março, Abelhas e Idaliria, justo después de recibir nuevamente por la izquierda otro de sus más importantes afluentes, el río Jarú. Sigue en su curso bajo siendo un río muy accidentado, bordeando por el oeste la reserva Biológica de Jarú, una zona en la que siguen las cachoeiras. Gira en su tramo final en dirección noroeste, recibiendo, siempre por la izquierda, los ríos  Machadinho, Juruazinho y Prêto, este último casi en la desembocadura. En este tramo pasa muy cerca de la localidad de Tabajara y en la desembocadura se encuentra Calama, en un tramo navegable del río Madeira, aguas abajo de Porto Velho.

## Navegación
A pesar de las más de 50 cascadas a lo largo de su ruta, en algunos tramos el río es navegable y sirve como vía de salida de los productos procedentes de las plantaciones de la región. La cuenca del río Ji-Paraná o Machado tiene un sistema hidrográfico similar al de los ríos de las regiones tropicales: en el período de crecidas, de diciembre a mayo, las zonas cercanas a los márgenes tienden a ser inundadas; durante la estación seca, entre junio y agosto, el volumen del río disminuye, y se puede incluso caminar en algunas partes sobre las piedras que afloran a la superficie.